# ネバダ核実験場

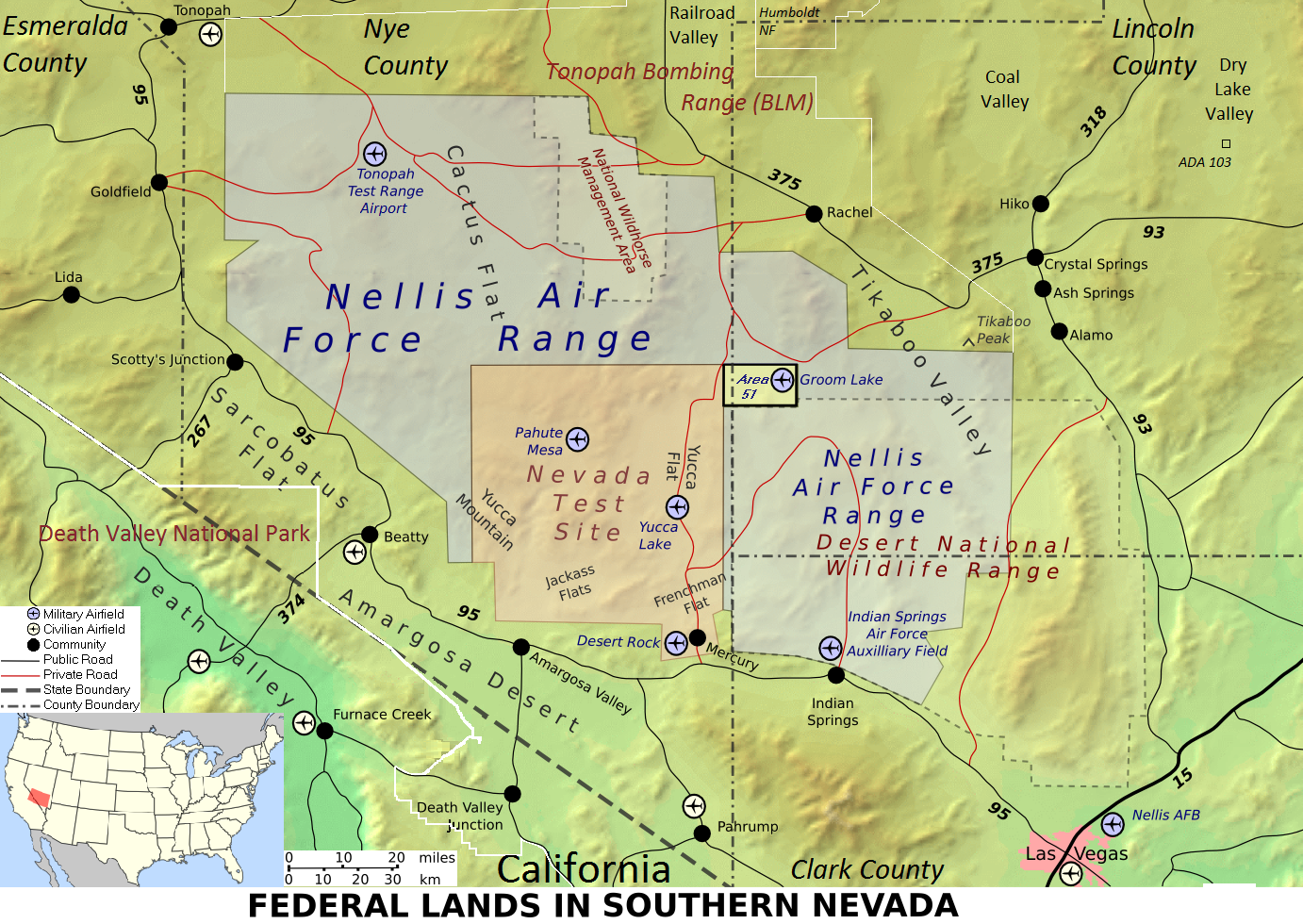
ネリス空軍基地（青）に囲まれるようにネバダ核実験場（赤）が存在する。

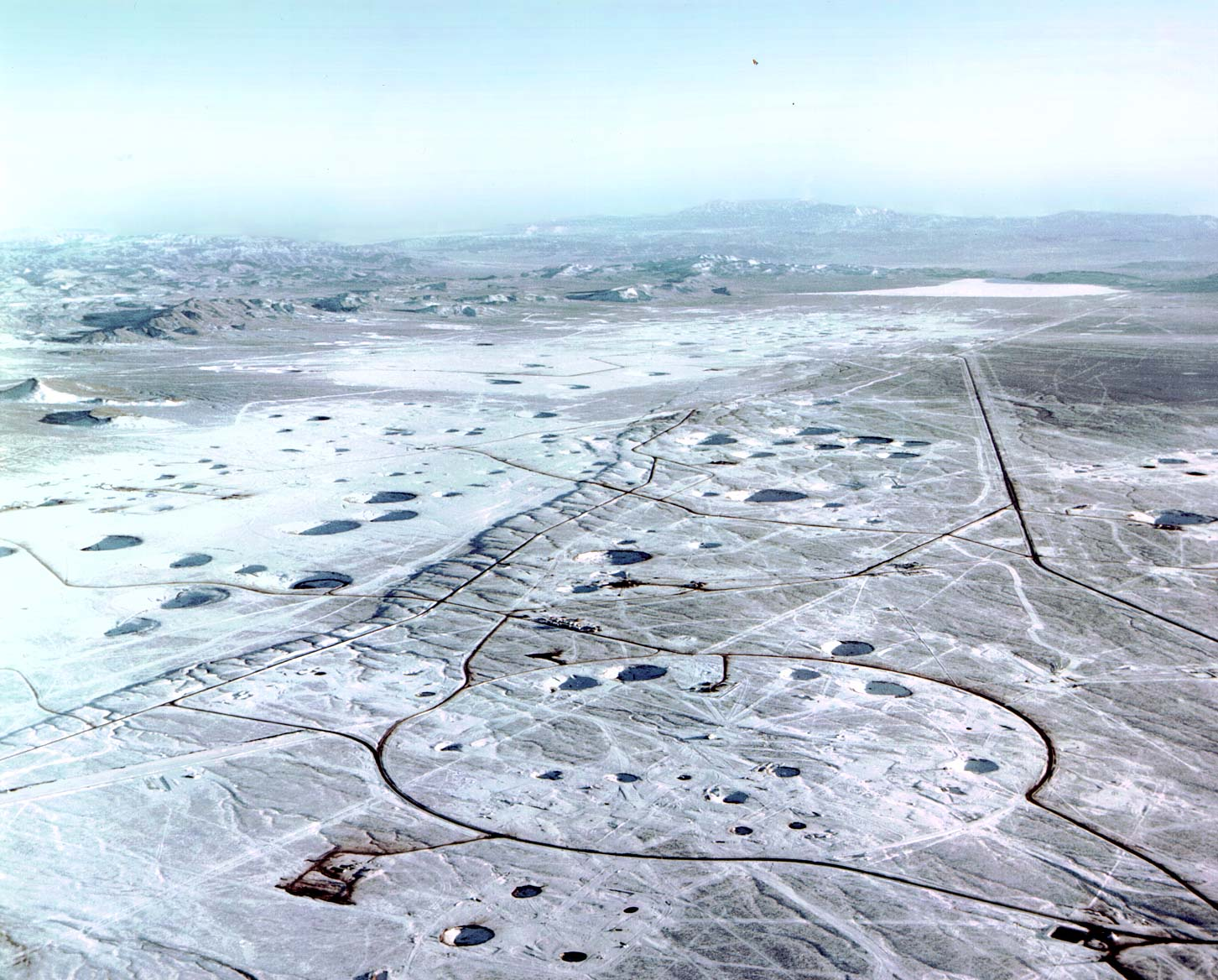
地下核実験により生じた陥没が多数見られる

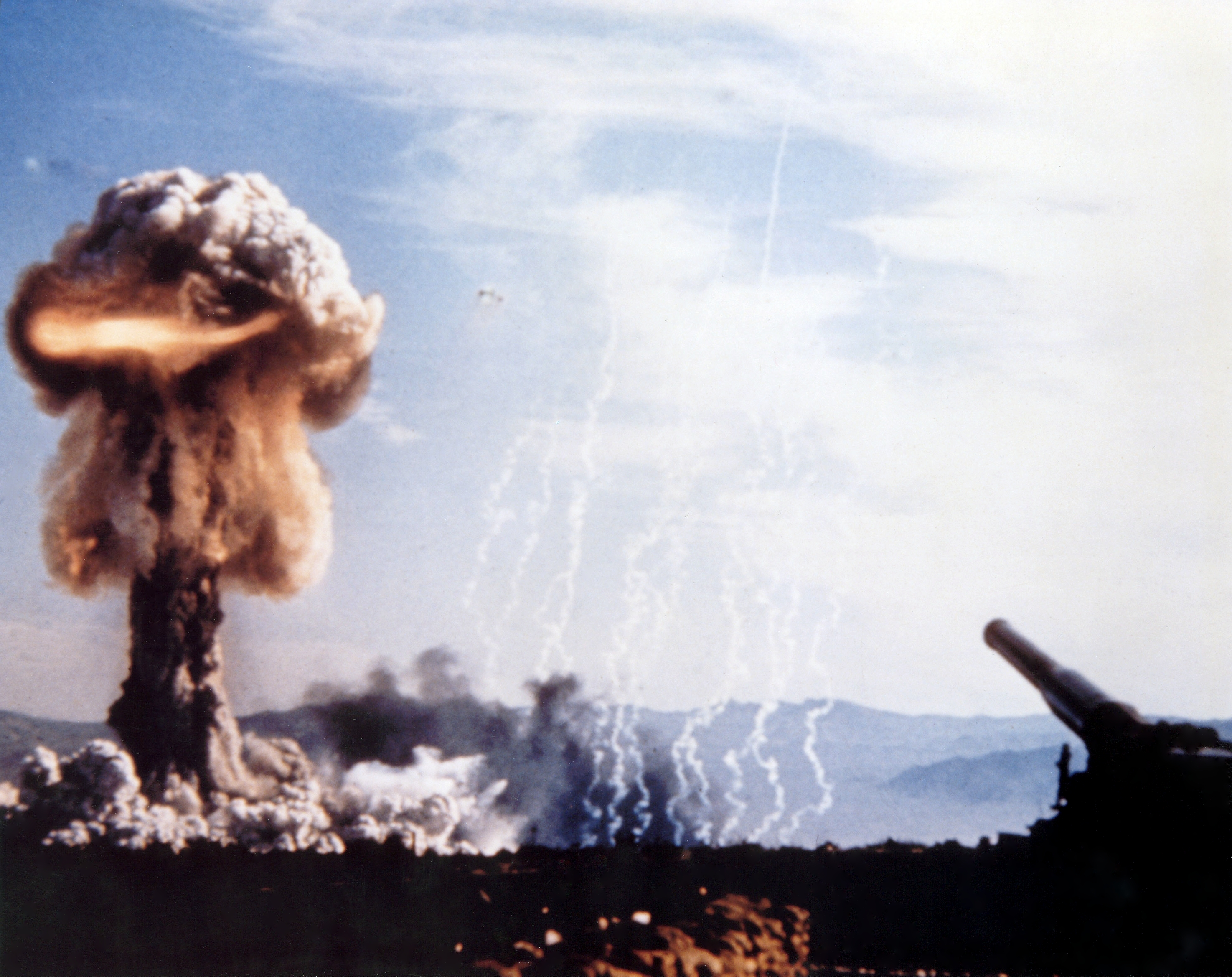
1953年に行われたアップショット・ノットホール作戦でのW9核砲弾を使用したグレイブル実験。M65 280mmカノン砲で発射。核出力は広島に投下されたのと同じ15kt。

ネバダ核実験場（ネバダかくじっけんじょう、Nevada Test Site）は、アメリカ合衆国エネルギー省に所属し、国家核安全保障局（NNSA）の委託を受けた民間企業（ハネウェル、ジェイコブス・エンジニアリング・グループ、ハンティントン・インガルス・インダストリーズ）のジョイントベンチャーであるミッション・サポート・アンド・テスト・サービス（MSTS）が運営管理を行っている核実験場である。
アメリカ合衆国ネバダ州のネバダ砂漠にあり、ラスベガスの北西約105kmの地点である。2010年8月に正式名称は Nevada National Security Site (ネバダ国家安全保障施設)に変更されている。かつては大気圏内核実験、地下核実験が行われていたが、現在は臨界前核実験や各種兵器の性能テスト等が行われている。

## 概要
1951年1月11日に、核実験の実験場として開設された。面積は約3,500平方キロメートル(日本の鳥取県全域に相当)あるが、ほとんどは砂漠と山岳地帯である。当地における初めての実験がレンジャー作戦として1951年1月27日から2月6日にかけて実施され、合計で40ktの核爆弾が投下された。
1951年から1992年にかけて、928回の核実験が行われたことが公表されている。うち、828回は地下核実験である。本実験場が開設される以前のアメリカの核実験については太平洋核実験場で実施されていたが、核兵器及び人員や設備を太平洋まで輸送するのは時間も費用もかかる上、冷戦の激化及び1949年にソビエト連邦が原子爆弾の開発に成功したため、核兵器開発を迅速に進めるためにアメリカ本土に実験場が開設された。
ニューメキシコ州のアラモゴードやユタ州のダグウェイ実験場、ノースカロライナ州のキャンプ・レジューンも候補地に挙がったが、人口密度が低く、天気が乾燥しているのと既に広大な区画が国の所有地となっていたために当地が選ばれ、1950年12月8日にハリー・トルーマン大統領により設立計画が承認された。
ここ以外の核実験は126回で主に太平洋核実験場、マーシャル諸島で実施された。大気圏内核実験は、部分的核実験禁止条約以前の1962年まで行われていた。地下核実験も包括的核実験禁止条約以前の1992年まで行われていた。

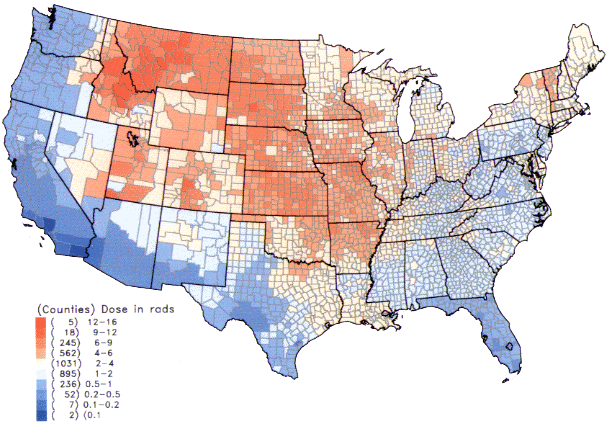
ネバダ核実験場での100回の大気圏内核実験によって発生・拡散したヨウ素131の甲状腺への蓄積を示す

著名な実験としては1963年に行われたストラックス作戦があげられる。平和的核爆発の研究を目的としたこのセダン核実験においては、威力104ktの核爆弾が使用された。実験により、直径390m深さ100mの陥没口「セダン・クレーター」が形成された。
また、1951年から1957年に掛けて実施されたデザート・ロック演習では、実際の核戦争下におけるアメリカ陸軍やアメリカ海兵隊などの地上兵力の作戦行動を検証するため、地上部隊が展開して軍事演習を行っている場所の近傍で核実験が行われた。特に1957年のプラムボブ作戦は核爆発の回数と作戦期間の両面で米国史上最大・最長の核実験でもあった。一方、デザート・ロック演習の実施を把握したソビエト連邦は、1954年にオレンブルク州トツコエでソビエト連邦陸軍を展開して軍事演習を行っている場所の近傍で核実験を行うトツコエ核演習を実施して、これに対抗した。
1970年初頭、アメリカ原子力委員会は実験場の土がプルトニウムで汚染されていることを発表、また、同年11月には周辺の砂漠からもプルトニウムが検出されたことを発表した。なお、委員会は発表に際し、このことが「人々の健康に影響を及ぼすことは無い」とした。
実験場の周囲において、大気圏内核実験により生成されたヨウ素131などの放射性同位体は広範囲に分散し、甲状腺ガンの増加をもたらしていると指摘する研究者もいるが、明確な因果関係は証明されていない。

## 実験の詳細

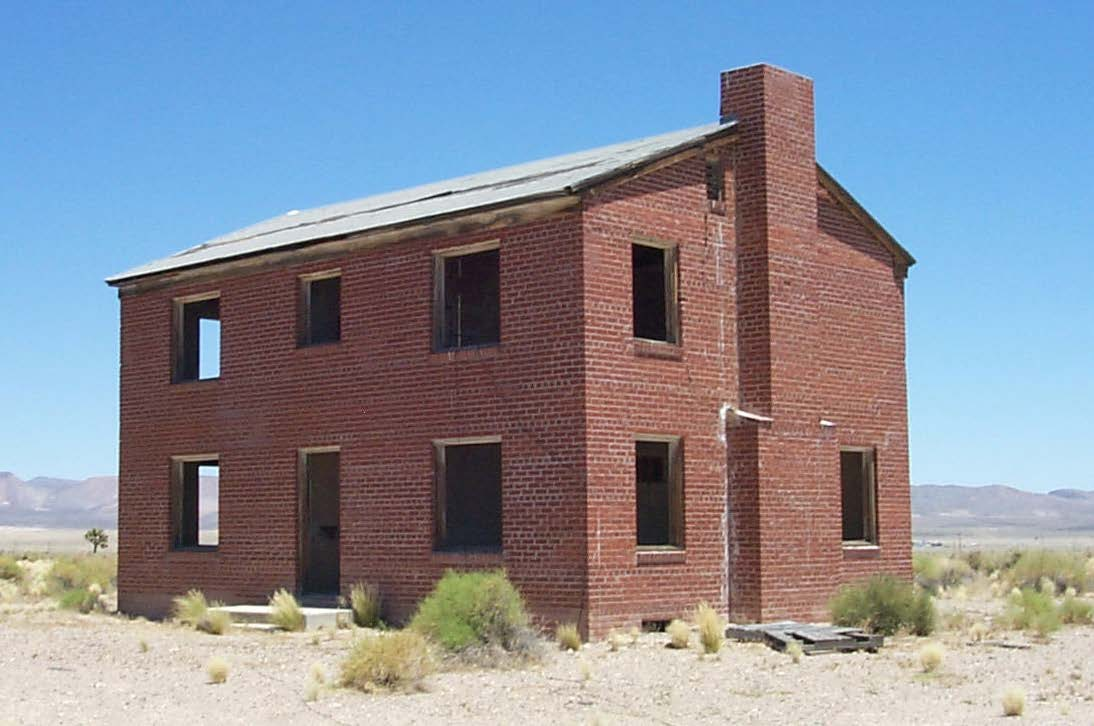
ティーポット作戦のApple-2実験の際に爆心地から3200mの距離に設置された2階建て住宅のモデル

核爆発の際に地上に対して発生する効果について測定するため、様々なオブジェクト（自動車、飛行機、核シェルター、通常の防空壕、公共施設等）、アメリカやヨーロッパの都市に建設された住宅や瓦と障子で構成された日本家屋、商業ビル及びNATOやワルシャワ条約機構の軍事要塞等のモックアップ、電柱等の送電網や変電施設が爆心地付近に配置された。
また、各々の核実験において設置されたオブジェクトや建築物については材料、壁面の塗料、爆心地からの角度や距離等を様々に変更して実験結果が集められた。
人間が着ている衣服や衝撃波に対する影響を計測するため、マネキンが車両や建築物の内外に配置された。
放射線と衝撃波の影響を記録するため、ハイスピードカメラが防護された場所に設置された。これらのカメラからの映像は建築物の壁面から塗料が沸騰し、それが衝撃波によって爆心地から激しく吹き飛ばされ、その後上昇するキノコ雲によって引き起こされる吸引力により、爆発に向かって反対に引き寄せられる様子を映し出している。これらのカメラの映像は核爆発の威力を示す象徴となり、さまざまなメディアで使用され、パブリックドメインとして公開されている。
とくにネバダでの実験は朝鮮戦争での核使用を意識して行われた。これらの実験に参加した兵士らは、ときに単なる塹壕で待機させられたり、きのこ雲のある方向への進撃を続けさせられる等している。彼らは後にアトミック・ソルジャーと呼ばれ、放射線の後遺症と思われる症状を発症したものも多い。
このような民間及び商業的な影響を調査する実験はエニウェトク環礁でのグリーンハウス作戦、本実験場のアップショット・ノットホール作戦、ティーポット作戦で実施された。

## 現在

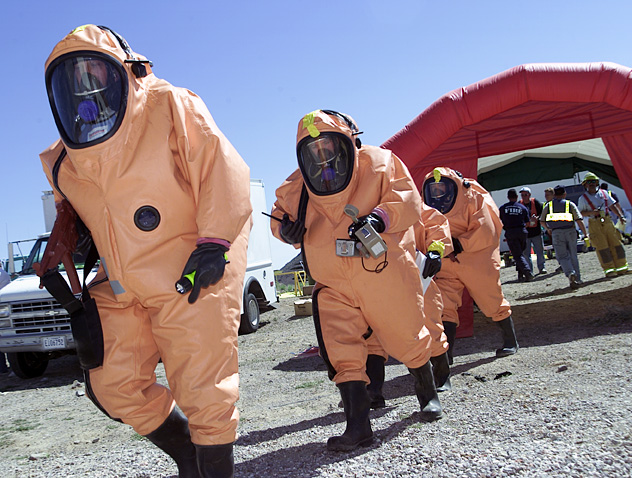
国家核安全保障局による大量破壊兵器を使用したテロリズムに対する訓練の様子

国連による包括的核実験禁止条約の採択後（アメリカは同条約を批准していない）は核爆発を伴う核実験は実施されていないが、複数の機関（ロスアラモス研究所、ローレンス・リバモア研究所、英国の核兵器機関等）による様々な臨界前核実験が繰り返し実施されている。また、核テロリズムや原子力事故に対する対応訓練が実施されている。
ネバダ国家安全保障施設や民間会社によるツアーが組まれており、14歳以上のアメリカ国民（永住権保有者も含む）は見学が可能である。ただし数ヵ月にわたる身分確認が実施され、録画が可能な電子機器や望遠鏡等の持ち込みは禁止されている。

## 環境への影響
地下核実験は深さ1.5kmで実施されたものもあり、分厚い岩盤を蒸発させ、残った空間は放射線を帯びた瓦礫で満たされた。1992年に核爆発を伴う実験は中止されたが本実験場の周辺はアメリカでもっとも放射能で汚染された地域と言われており、実験の約3分の1は帯水層で実施されたため、ネバダ州の人口増加に伴い地下水の汚染問題が深刻化している。
もっとも汚染された場所では地下水の放射能濃度は1リットルあたり数百万ピコキュリーに達する（連邦政府が定めた飲料水の許容基準は1リットルあたり20ピコキュリー（0.74ベクレル/L）である）。

## 抗議運動

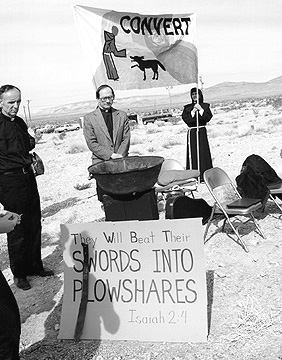
1982年のイースターでネバダ核実験場の入り口で抗議活動を行う反核団体のネバダ・デザート・エクスペリエンス。横断幕にはイザヤ書の「剣を鋤に打ち直せよ（They Will Beat Their SWORDS INTO PLOWSHARES）」が引用されている。

政府の記録によると1986年から1994年にかけて536回のデモが行われ、37,488人が参加し、15,740人が逮捕された。
1987年1月5日には約2,000人が核実験への抗議運動に参加し、400人以上が実験場に不法侵入を試みて逮捕された。逮捕者の中にはカール・セーガン、クリス・クリストファーソン、マーティン・シーンが含まれ、5人の民主党の下院議員も抗議活動に参加した。
1992年10月12日、コロンブスがアメリカ大陸を「発見」し、ヨーロッパ人によるネイティブ・アメリカンへの虐殺が始まってから500年という節目の年に11日間の抗議運動が行われ、ウェスタン・ショショーネ族と反核活動家でありニュー族の精神的指導者であるコービン・ハーニーの招待で12カ国から2000人以上の参加者が「世界の傷を癒す」ために集まり、核実験の中止と実験場のウェスタン・ショショーネ族への返還を要求した。参加者は砂漠にキャンプを設置し、反人種主義や平和的な市民的不服従の訓練に参加した。彼らはデモ等を計画し、最終的には暗渠やその他の手段を使って実験場に不法侵入を試み、530人が逮捕された。本格的な核実験はそれ以後再開されなかった。
1994年以降は反核団体であるシュンダハイ・ネットワークはネバダ・デザート・エクスペリエンスやコービン・ハーニーと協力して抗議活動を続けており、実験場に隣接するユッカ・マウンテンの高放射性廃棄物処分場を閉鎖するための活動を展開した。